# Кубок Ліхтенштейну з футболу 1991—1992
Кубок Ліхтенштейну з футболу 1991—1992 — 47-й розіграш кубкового футбольного турніру в Ліхтенштейні. Титул здобув Вадуц.

## Перший раунд
| Команда 1     | Рахунок | Команда 2        |
| ------------- | ------- | ---------------- |
| Трізенберг    | 0–3     | Вадуц            |
| Шан II        | 0–3     | Трізен Еспаньйол |
| Трізен II     | 0–4     | Шан              |
| Трізен        | 2–3     | Бальцерс II      |
| Трізенберг II | 2–4     | Ешен-Маурен II   |
| Вадуц-2       | 2–4     | Бальцерс         |
| Шан Аццуррі   | 3–4     | Руггелль         |
| Руггелль II   | 0–5     | Ешен-Маурен      |

## 1/4 фіналу
| Команда 1        | Рахунок | Команда 2   |
| ---------------- | ------- | ----------- |
| Трізен Еспаньйол | 2–0     | Ешен-Маурен |
| Шан              | 1–3     | Бальцерс    |
| Ешен-Маурен II   | 2–1     | Руггелль    |
| Бальцерс II      | 0–1     | Вадуц       |

## 1/2 фіналу
| Команда 1        | Рахунок | Команда 2 |
| ---------------- | ------- | --------- |
| Ешен-Маурен II   | 2–3     | Бальцерс  |
| Трізен Еспаньйол | 0–1     | Вадуц     |

## Фінал
| 20 травня 1992 |

| Вадуц | 2–1 | Бальцерс |
| ----- | --- | -------- |
|       |     |          |

|  |